# Clematis liboensis
Clematis liboensis là một loài thực vật có hoa trong họ Mao lương. Loài này được Z.R.Xu mô tả khoa học đầu tiên năm 1988.